# Aeroportul Municipal Prairie du Chien
Aeroportul Municipal Prairie du Chien (IATA: PCD, ICAO: KPDC, FAA LID: PDC) este un aeroport din Wisconsin, Statele Unite ale Americii ce deservește zona Prairie du Chien. Aeroportul a fost tranzitat în 2017 de 4 pasageri. A fost numit după zona deservită.
Situat la o altitudine de 201 m, aeroportul dispune de 2 piste.

## Infrastructură

### Piste
Aeroportul dispune de 2 piste. Pista 14/32 are suprafața de asfalt și dimensiunile 5.000 picioare × 75 picioare. Pista 11/29 are suprafața de asfalt și dimensiunile 3.999 picioare × 75 picioare. 